# Geometria diferențială a curbelor
Geometria diferențială a curbelor este o ramură a geometriei diferențiale care are ca obiectiv studiul diferențial și integral al curbelor în plan și în spațiu.

## Definiția curbei
Definiția 1.
Se numește curbă în spațiu dată parametric mulțimea punctelor {\displaystyle M(x,y,z)} din spațiu a căror coordonate sunt date de:
|  | {\displaystyle \Gamma :{\begin{cases}x=x(t)\\y=y(t),\;t\in [a,b]\\z=z(t)\end{cases}}} | (1) |

funcțiile reale {\displaystyle x,y,z} fiind continue pe {\displaystyle [a,b].}
Definiția 2.
Se numește curbă în spațiu mulțimea punctelor {\displaystyle M(x,y,z)} pentru care vectorul de poziție {\displaystyle {\overrightarrow {OM}}={\vec {r}}} este dat de:
|  | {\displaystyle {\vec {r}}={\overrightarrow {r(t)}}=x(t)\cdot {\vec {i}}+y(t)\cdot {\vec {j}}+z(t)\cdot {\vec {k}},\;\;\;t\in [a,b].} | (2) |

## Tangenta la o curbă
Definiție.
Se numește tangentă la curba {\displaystyle \Gamma } în punctul {\displaystyle M} poziția limită a dreptei determinată de punctele {\displaystyle M} și {\displaystyle M_{1}} de pe curbă când punctul {\displaystyle M_{1}} tinde către {\displaystyle M} (dacă această limită există).
Teoremă.
Dacă funcțiile {\displaystyle x,y,z} sunt derivabile în {\displaystyle t} și
{\displaystyle x'^{2}(t)+y'^{2}(t)+z'^{2}(t)\neq 0}
atunci ecuația tangentei la curbă este:
|  | {\displaystyle {\frac {X-x(t)}{x'(t)}}={\frac {Y-y(t)}{y'(t)}}={\frac {Z-z(t)}{z'(t)}},} | (3) |

unde {\displaystyle X,Y,Z} sunt coordonatele punctului curent de pe tangentă.
Demonstrație.
Conform definiției derivatei unui vector și a tangentei, dacă punctul {\displaystyle T} aparține tangentei atunci vectorii {\displaystyle {\overrightarrow {MT}}}   (de coordonate {\displaystyle X-x(t),\;Y-y(t),\;Z-z(t)}) și   {\displaystyle {\overrightarrow {r'(t)}}} sunt coliniari, deci coordonatele lor sunt proporționale și se obține relația (3).

## Binormala
Binormala la o curbă într-un punct dat este normala din acel punct și perpendiculară pe planul osculator al curbei din acel punct.
Astfel, pentru curba dată de ecuațiile (1), ecuațiile binormalei sunt:
unde {\displaystyle x,y,z} și derivatele lor sunt luate în punctul considerat.